# Ню-джаз
Ню-джаз (Nu jazz, New Urban Jazz, electro-jazz, jazztronica, phusion) — широкий термін, що позначає музику, яка характеризується поєднанням джазових елементів з електронною музикою.  Так само як і електроніка, цей термін є дуже широким і включає кілька напрямків.
Поява цього напрямку сягає кінця 1990-х років. Піонерами ню-джазу вважаються норвежці: трубач Nils Petter Molvaer та гітарист Terje Rypdal.
До ню-джазу відносять також такий напрямок, як jazz house, що поєднує звучання живих інструментів з електронним звучанням. Прикладами гуртів, що творять таку музику, є французький St Germain, німецький Jazzanova або британський Fila Brazillia. В рамках ню-джазу вирізняють також музику, що є більшою мірою електронна, напр. PhusionCulture.
- Moyido - "Diskusjon"ⓘ, фрагмент